# Evita perpectinata
Evita perpectinata är en fjärilsart som beskrevs av William Schaus 1912. Evita perpectinata ingår i släktet Evita och familjen mätare. Inga underarter finns listade i Catalogue of Life.